# À pleine vitesse (téléfilm)
À pleine vitesse (Crash and Burn) est un téléfilm américain réalisé par Russell Mulcahy, diffusé en 2008.

## Fiche technique
- Titre original : Crash and Burn
- Réalisation : Russell Mulcahy
- Scénario : Frank Hannah et Jack Logiudice
- Photographie : Maximo Munzi
- Musique : Jeff Rona
- Pays : États-Unis
- Durée : 95 min

## Distribution
- Erik Palladino : Kevin Hawkins
- Michael Madsen : Vincent Scaillo
- Mirelly Taylor : Lucia Mendez
- David Moscow : Hill Dorset
- David Groh : Petek Hellman
- Heather Marie Marsden : Penny Middleton
- Peter Jason : Winston Manny
- Rebeka Montoya : Mareya
- Owen Beckman : Benny Dorset Tommy